# 1973 год в истории изобразительного искусства СССР
1973 год был отмечен рядом событий, оставивших заметный след в истории советского изобразительного искусства.

## События
- Традиционная «Весенняя выставка произведений ленинградских художников» открылась в залах Ленинградского отделения Союза художников РСФСР. Издан подробный каталог выставки.[1]

- Третья выставка произведений ленинградских художников «Наш современник» открылась в Ленинграде с участием Ивана Андреева, Николая Бабасюка, Николая Баскакова, Якова Бесперстова, Николая Галахова, Анатолия Васильева, Владимира Горба, Татьяны Горб, Елены Гороховой, Марии Клещар-Самохваловой, Бориса Корнеева, Энгельса Козлова, Бориса Лавренко, Олега Ломакина, Дмитрия Маевского, Юрия Межирова, Лидии Миловой, Валентины Монаховой, Веры Назиной, Дмитрия Обозненко, Пен Варлена, Николая Позднеева, Тамары Полосатовой, Галины Румянцевой, Александра Столбова, Нины Суздалевой, Юрия Хухрова и других. Издан подробный каталог выставки.[2]

- Выставка из фондов Государственного Русского музея открылась в Архангельске.

- Выставка произведений членов Академии художеств СССР открылась в Москве.[3]

- «Выставка произведений современных советских художников» открылась в Gekkoso Gallery (Токио, Япония). Экспонировались произведения Михаила Козелла, Владимира Кранца, Ивана Лавского, Дмитрия Маевского, Андрея Мыльникова, Михаила Ткачёва и других мастеров живописи. К выставке издан иллюстрированный каталог.[4]

- Выставка произведений ленинградских художников «Натюрморт» открылась в залах Ленинградского отделения Союза художников РСФСР. Экспонировались произведения Виктора Абрамяна, Петра Альберти, Завен Аршакуни, Генриха Багрова, Юрия Белова, Николая Брандта, Николая Буранова, Валерия Ватенина, Татьяны Горб, Юрия Ершова, Сергея Захарова, Владимира Захарьина, Рубена Захарьяна, Марии Клещар-Самохваловой, Татьяны Копниной, Геворка Котьянца, Веры Любимовой, Владимира Максимихина, Владимира Малевского, Юрия Межирова, Лидии Миловой, Георгия Мороза, Сергея Осипова, Юрия Павлова, Николая Позднеева, Тамары Полосатовой, Владимира Прошкина, Александра Семёнова, Арсения Семёнова, Елены Скуинь, Нины Суздалевой и других художников. Издан подробный каталог выставки.[5]

- «Осенняя выставка произведений ленинградских художников» открылась в залах Ленинградского отделения Союза художников РСФСР. Экспонировались работы Игоря Веселкина, Николая Галахова, Василия Голубева, Владимира Горба, Ирины Добряковой, Михаила Козелла, Энгельса Козлова, Майи Копытцевой, Геворка Котьянца, Владимира Кранца, Ивана Лавского, Веры Назиной, Михаила Натаревича, Самуила Невельштейна, Владимира Овчинникова, Сергея Осипова, Николая Позднеева, Владимира Саксона, Александра Семёнова, Арсения Семёнова, Елены Скуинь, Германа Татаринова, Николая Тимкова, Юрия Тулина, Виталия Тюленева, Юрия Шаблыкина, Бориса Шаманова, Лазаря Язгура и других художников города. К выставке был подготовлен подробный каталог работ.[6][7][8]

## Родились
- 24 ноября — Коржев Иван Владимирович, российский скульптор, Заслуженный художник Российской Федерации.

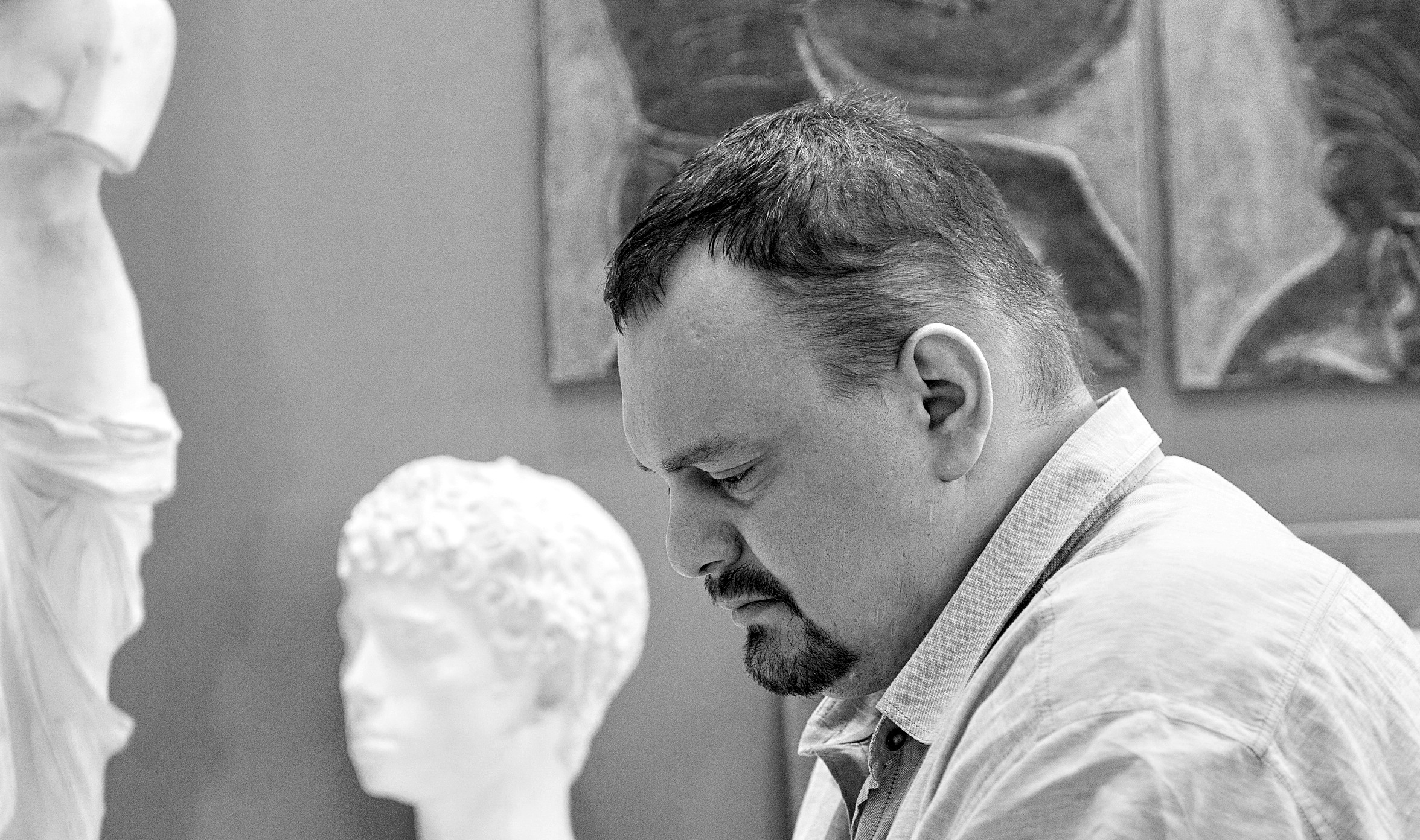
Иван Коржев

## Скончались
- 25 февраля — Иогансон, Борис Владимирович, русский советский живописец, педагог и общественный деятель, Народный художник СССР, Герой Социалистического Труда, дважды лауреат Сталинской премии (род. в 1893).
- 14 апреля — Пахомов Алексей Фёдорович, русский советский график и живописец, Народный художник СССР, действительный член Академии художеств СССР (род. в 1900).
- 3 мая — Васнецов Юрий Алексеевич, русский советский график, живописец, театральный художник, иллюстратор, Народный художник Российской Федерации, лауреат Государственной премии СССР (род. в 1900).
- 9 мая — Соколов Александр Иванович, русский советский живописец, Заслуженный художник РСФСР (род. в 1918).
- 7 июня — Космин Иван Владимирович, русский советский живописец, член-корреспондент АХ СССР, Заслуженный деятель искусств РСФСР (род. в 1882).
- 14 августа — Меллуп Жермен Яновна, советский скульптор (род. в 1919).
- 19 августа — Фонвизин Артур Владимирович, русский советский живописец-акварелист (род. в 1883).
- 1 ноября - Стерлигов Владимир Васильевич, русский живописец, график, теоретик искусства ( род. в 1904 г.)
- 7 ноября — Митрохин Дмитрий Исидорович, русский советский график, Заслуженный деятель искусств Российской Федерации (род. в 1883).
- 22 ноября — Стожаров Владимир Фёдорович, русский советский живописец, Заслуженный деятель искусств Российской Федерации, член-корреспондент Академии художеств СССР (род. в 1926).
- 17 декабря — Павловский Генрих Васильевич, русский советский живописец и педагог (род. в 1907).
- 22 декабря — Анушина Антонина Ивановна, русский советский живописец, график и театральный художник (род. в 1904).
- 24 декабря — Корнеев Борис Васильевич, русский советский живописец, график и педагог, Заслуженный художник РСФСР, профессор Ленинградского института живописи, скульптуры и архитектуры имени И. Е. Репина (род. в 1922).

### Полная дата неизвестна
- Жуков Николай Николаевич, советский живописец, график, плакатист, Народный художник СССР, лауреат двух Сталинских премий (род. в 1908).

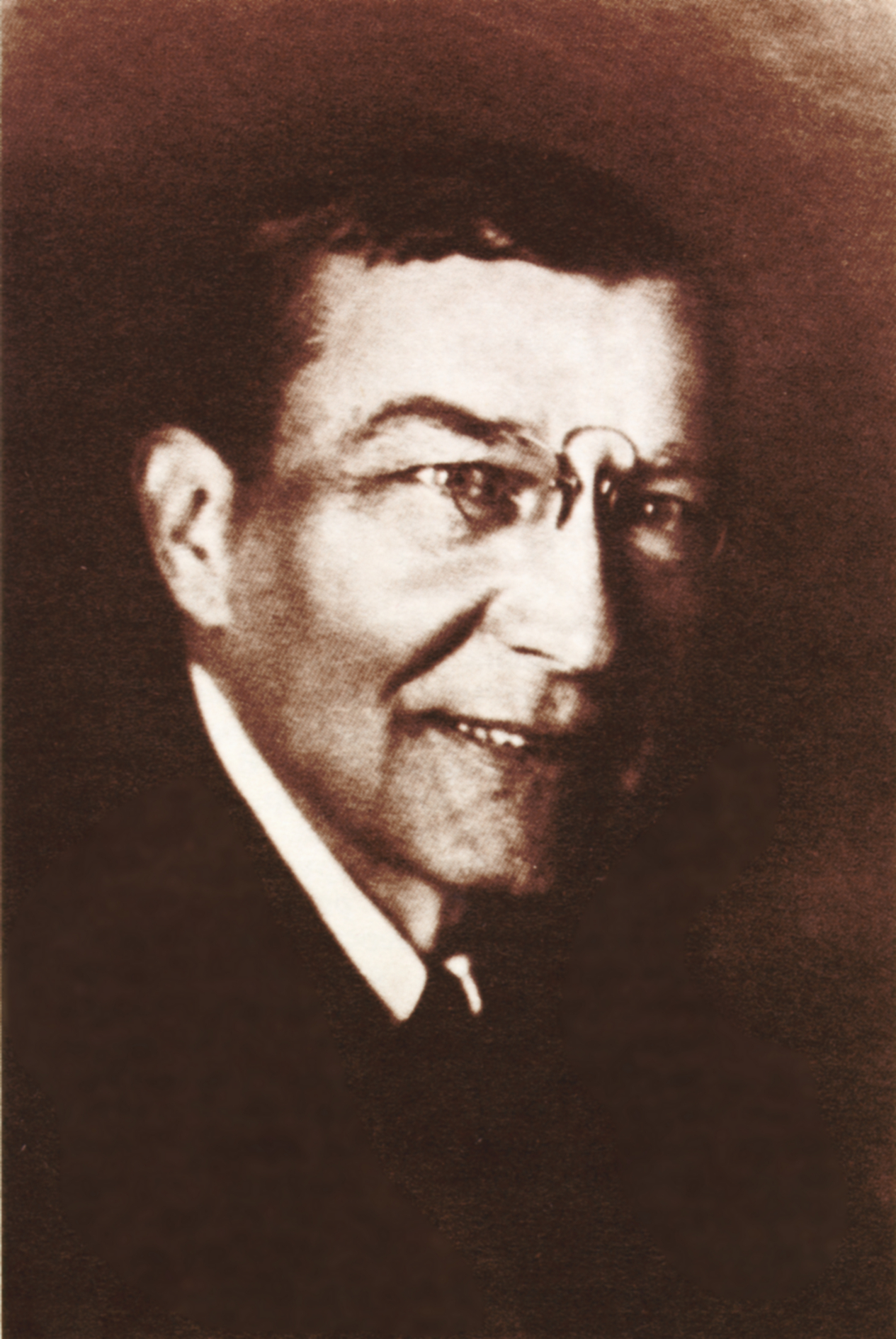
Дмитрий Митрохин